# Traubach-le-Haut
Traubach-le-Haut – miejscowość i gmina we Francji, w regionie Grand Est, w departamencie Górny Ren.
Według danych na rok 1990 gminę zamieszkiwało 400 osób, a gęstość zaludnienia wynosiła 58 osób/km² (wśród 903 gmin Alzacji Traubach-le-Haut plasuje się na 529. miejscu pod względem liczby ludności, natomiast pod względem powierzchni na miejscu 382.).